# Eduard Ribera Pujol
Eduard Ribera Pujol (Balaguer, la Noguera, 2 de novembre de 1965) és un escriptor català. Va estudiar filologia catalana a la Universitat de Barcelona (Estudi General de Lleida) i s'ha dedicat a la gestió cultural, formant part de l'organització de FiraTàrrega. Es va donar a conèixer a la literatura amb La casa per la finestra (1988), amb el qual va guanyar el Premi Ciutat de Balaguer de narrativa l'any 1987. La seva obra s'ha centrat principalment en la narrativa breu, que s'ha vist reconeguda amb diversos premis, tot i que també s'ha dedicat a la poesia, els guions audiovisuals i els articles, que ha publicat en revistes en paper i digitals (Ressò de Ponent, Barri-10, La Bultra, Jazzology, Paper de Vidre, Núvol, Ara, La Mañana). Des de l'any 2005 manté el blog L'Escriptori, que va rebre el Premi Vila de Martorell 2009.

## Obres publicades
- 1988: La casa per la finestra, Balaguer: Ajuntament de Balaguer. Dipòsit legal: L-280-1988
- 1995: El mite de la darrera llàgrima, Balaguer: La Impremta. Dipòsit legal: L-524-1995
- 1996: Oficis específics, Alcoletge: Editorial Ribera & Rius. ISBN 84-89426-14-7
- 2011: A que no | 99 exercicis d'estil, Lleida: Pagès Editors. ISBN 978-84-9975-125-2
- 2012: La vida assisida, Lleida: Pagès Editors. ISBN 978-84-9975-183-2
- 2016: De memòria. CreateSpace Independent Publishing Platform. Amazon. ISBN 978-1539371311[4]
- 2017: La paraula primera. CreateSpace Independent Publishing Platform. Amazon. ISBN 978-1979533447
- 2020: El peix que volia ser home. Narratives de L'Escriptori, 6. Amazon. ISBN 979-8645897284

## Premis
- 1987 Premi Ciutat de Balaguer de Narrativa per La casa per la finestra
- 2009 Premi Vila de Martorell al Millor Blog per L'Escriptori
- 2009 Menció especial del Jurat al Premi Homilia de la vila d'Organyà, per la narració «Darrere el finestral»
- 2009 Premi Lleida de Narrativa, pel projecte de creació A que no | 99 exercicis d'estil[5]
- 2011 Premi de Novel·la Breu Ciutat de Mollerussa per La vida assistida[6]
- 2012 Premi Núvol de relat curt per la narració «Confitura de figa»[7]